# Commanditaire vennootschap
Een commanditaire vennootschap (CommV in België, cv in Nederland) is een speciaal soort vennootschap onder firma. Deze rechtsvorm bestaat in België, Nederland en andere landen.
In deze vennootschapsvorm zijn er één of meer beherende vennoten en één of meer stille vennoten. Deze laatste hebben slechts een financiële inbreng en worden ook wel commanditaire vennoten genoemd. De beherende vennoot is dan de gecommanditeerde vennoot; degene die bevoegd is om te handelen namens de vennootschap.
Stille vennoten zijn, net als aandeelhouders van een bv slechts aansprakelijk voor het bedrag dat zij investeren. Zij mogen niet namens de vennootschap optreden. Doen zij dit toch, dan worden ze net als de beherende vennoten aansprakelijk voor alle schulden.

## De Belgische CommV
Sinds de invoering van het nieuwe Wetboek van Vennootschappen en Verenigingen in 2019, kent België nog slechts één vorm van de commanditaire vennootschap (CommV). De CommV kan zonder notariële akte en zonder minimumkapitaal worden opgericht. De werkende vennoten zijn onbeperkt aansprakelijk voor de verbintenissen van de CommV. De commanditaire vennootschap in België geniet rechtspersoonlijkheid.
Voor de hervorming in 2019, was er naast de gewone commanditaire vennootschap (GCV) ook de commanditaire vennootschap op aandelen (Comm.VA). De commanditaire vennootschap op aandelen liep bijna gelijk met naamloze vennootschap (nv), maar dan wel met een gecommanditeerde vennoot aan het hoofd. De voorgeschreven regels zijn gelijk aan die van nv, zoals de verplichting om bij de oprichting een notariële akte op te stellen. De aandelen van de stille vennoten moeten op naam zijn. Aandelen aan toonder konden niet meer worden uitgegeven en werden op 31 december 2013 volledig afgeschaft.

## De Nederlandse commanditaire vennootschap
Volgens Nederlands recht komt een cv tot stand door het aangaan van een overeenkomst (contract) tussen vennoten. Hiervoor gelden geen vormvereisten. De commanditaire vennootschap bezit volgens Nederlands recht geen rechtspersoonlijkheid.
Een variant op de cv is de open commanditaire vennootschap. Daarbij is toe- en uittreding van commanditaire vennoten vrijelijk mogelijk. Een open CV is belast volgens de vennootschapsbelasting alleen voor het commanditaire gedeelte. De winst toerekenbaar aan de beherende vennoten wordt direct bij hen belast. De winst die toerekenbaar is aan de beherende vennoten moet bij het bepalen van de winst in aftrek worden genomen (artikel 9, lid 1, onderdeel e, Wet Vpb 1969).
De rechtsvorm van de commanditaire vennootschap kan voor beleggers fiscaal gunstig zijn. Om die reden werden in het verleden zeeschepen gebouwd en geëxploiteerd via een cv, waaraan beleggers met hun kapitaal kunnen deelnemen.

## Andere rechtsvormen
- Besloten vennootschap (BV) of Besloten vennootschap met beperkte aansprakelijkheid (BVBA)
- Coöperatie (co-op)
- Eenmanszaak (emz)
- Naamloze vennootschap (nv)
- Vennootschap
- Vennootschap onder firma (vof)